# Andrei Mureșan
Andrei Iosif Mureșan (n. 1 august 1985, Turda, Cluj, România) este un fotbalist român retras din activitate, care a jucat pe post de fundaș central la echipe ca U Cluj, CFR Cluj și Gloria Bistrița.
Și-a început cariera de fotbalist în orașul Cluj la Universitatea. Apoi acesta a făcut saltul la echipa de seniori a clubului. A evoluat 5 sezoane urmând în ultimul an să fie împrumutat la Gloria Bistrița. În 2008 a ajuns definitiv la Gloria, echipă de la care în 2009 a fost împrumutat în Rusia, la Kuban Krasnodar. În iunie 2012 a semnat cu echipa Astra Ploiești.

## Palmares
Khazar Lankaran
- Cupa Azerbaidjanului: 2010–11
- Prima Ligă Azeră

Vice-campion: 2011–12
Astra Giurgiu
- Cupa României: 2013–14